# Kroatiska storheternas torg

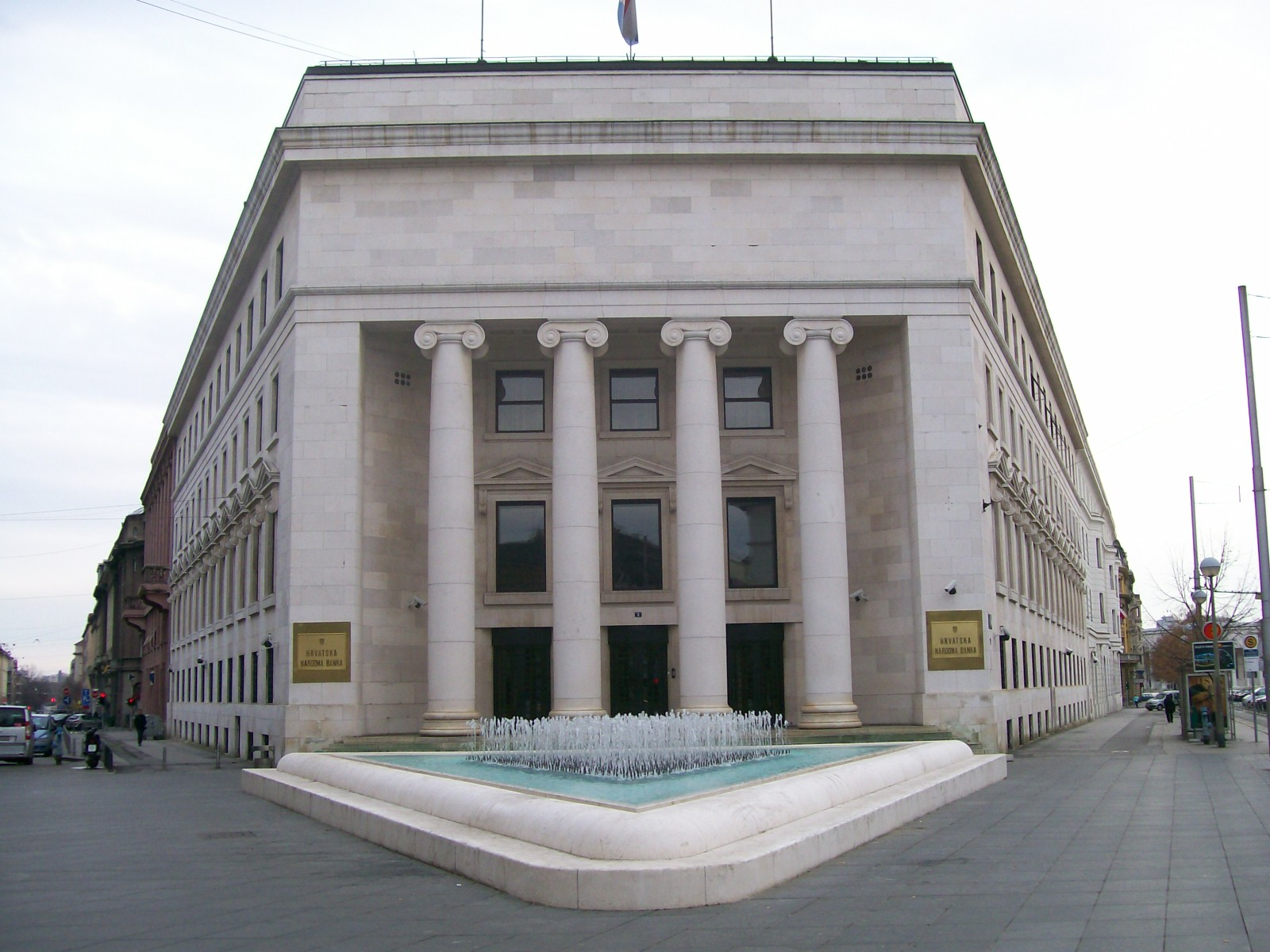
Börspalatset vid torget rymmer Kroatiska nationalbanken. Byggnaden är ett kulturminne.

Kroatiska storheternas torg (kroatiska: Trg hrvatskih velikana) är ett av de mer centrala torgen i Zagreb i Kroatien. Det ligger öster om Ban Jelačićs torg i Nedre staden.

## Historik och arkitektur
Fram till slutet av första världskriget var området där torget idag ligger ännu inte bebyggt. På platsen för dagens torg låg en marknadsplats. Torget formades genom uppförandet av två symmetriska och monumentala byggnader; Börspalatset projekterat av Viktor Kovačić och uppfört 1923-1927 rymmer idag Kroatiska nationalbanken samt en byggnad som delvis skapades av Aladar Baranyai och som idag används av Kroatiska vetenskaps-, utbildnings- och idrottsdepartementet. I den västra delen av torget finns en modernistisk byggnad projekterad av Bela Auer 1929. Jämte denna står en byggnad av Pavao Deutsch från 1931. I den norra delen av torget finns en byggnad från 1928 av Hugo Ehrlich. 1995 fick torget två trekantiga fontäner som projekterades av Mihajlo Kranjc. Den ena av dessa placerades framför nationalbanken och den andra framför departementets byggnad.

## Tidigare namn
Sedan torgets anläggning 1928 har det burit följande namn;
| Årtal     | Kroatiskt namn         | Betydelse                   |
| --------- | ---------------------- | --------------------------- |
| 1928-1941 | Trg Burze              | Börstorget                  |
| 1941-1945 | Trg münchenskih žrtava | Münchenoffrens torg         |
| 1946-1990 | Trg Jože Vlahovića     | Joža Vlahovićs torg         |
| 1990-2001 | Trg Burze              | Börstorget                  |
| 2001-     | Trg hrvatskih velikana | Kroatiska storheternas torg |

### Fotnoter
1. 1 2  Zagrebs stadsinstitut för skydd av natur och kulturminnen Arkiverad 1 februari 2014 hämtat från the Wayback Machine. (kroatiska)
2. ↑  Josip Bilić, Hrvoje Ivanković; Miroslav Krleža lexiografiska institut (2006), "Zagrebački leksikon: M-Ž" (ISBN 9531574855)